# حركة العمل البيئي المباشر الحديثة في المملكة المتحدة

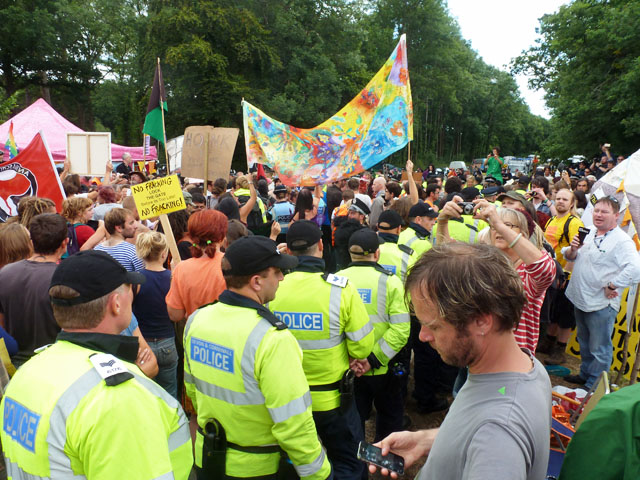
مظاهرة بيئية عام 2013

بدأت حركة العمل البيئي المباشر الحديثة في المملكة المتحدة عام 1991 من خلال تشكيل أول مجموعة احتجاجية في المملكة المتحدة باسم الأرض أولًا!، شُكلت للاحتجاج ضد تشغيل محطة دانجنيس للطاقة النووية. في غضون عامين، كان هناك 50 فريقًا تابعًا للمجموعة وبعضهم كانوا نشطاء مرتبطين بحركة الاحتجاج على الطرق، خيّموا في تويفورد داون وطريق إم 11. بحلول عام 1997، قررت الحكومة تقليص خطط بناء الطرق بمقدار الثلثين.
بعد هذا النجاح، واجهت الحركة مسائل بيئية محلية أخرى مثل خطة بناء مقلع في ستانتون مور، ومدرج جديد في مطار مانشستر. نمت الحركة لتشمل مجموعات مختلفة مثل معسكرات العمل من أجل المناخ. في العقد الثاني من القرن الواحد والعشرين، ظهرت مجموعات أخرى جديدة مثل مجموعة تمرد ضد الانقراض.

## الأرض أولًا!
بدأت حركة الأرض أولًا في المملكة المتحدة عام 1991 للاحتجاج على محطة دانجنيس للطاقة النووية في كينت. منذ نشأتها، التزمت المجموعة بتوجيه عملها عبر دعم البيئة بأنشطة سلمية فقط.
تتألف الحركة من مجموعة كبيرة من الجماعات والناشطين دون وجود منظمة مركزية. بعد عامين، بلغ عددها حوالي خمسون مجموعة، احتجت بأعداد لم تشهدها حركة السلام في ثمانينيات القرن العشرين. استهدف أول نشاط لها مواجهة عملية استيراد الأخشاب الصلبة الاستوائية، وذلك باحتجاج في موانئ ليفربول عام 1992. تزامن ذلك مع أول حملة ترويجية للحركة، قام خلالها مجموعة من النشطاء بجولة في أنحاء البلاد لتعريف السكان.
نظمت مجموعات فردية معظم أنشطة الحركة وحضرها أشخاص من مجموعات أخرى فيها، وارتدى بعضهم ألوانًا مميزة. التقى الناشطون ببعضهم في اجتماعات الحركة الدورية.

## معسكرات الاحتجاج على الطرق
نظمت حركة الأرض أولًا إلى جانب عدد من الجماعات الأخرى حركة احتجاجية على الطرق، كمحاولة لإجبار الحكومة على التراجع. أول احتجاج رئيسي كان على الطريق في تويفورد داون حيث أنشئ معسكر احتجاج دائم في أواخر عام 1992 لمعارضة بناء قسم جديد من طريق إم 3 السريع.

## أنشطة أكثر تأثيرًا لحركة الأرض أولًا!
توسع نشاط حركة الأرض أولًأ بمرور الوقت ليشمل الاحتجاج على المدرج الثاني لمطار مانشستر ومعارضة استخدام الكائنات المعدلة وراثيًا. كما نجح الناشطون في منع بناء مقلع جديد في منطقة بيك.

## النشاط المناخي

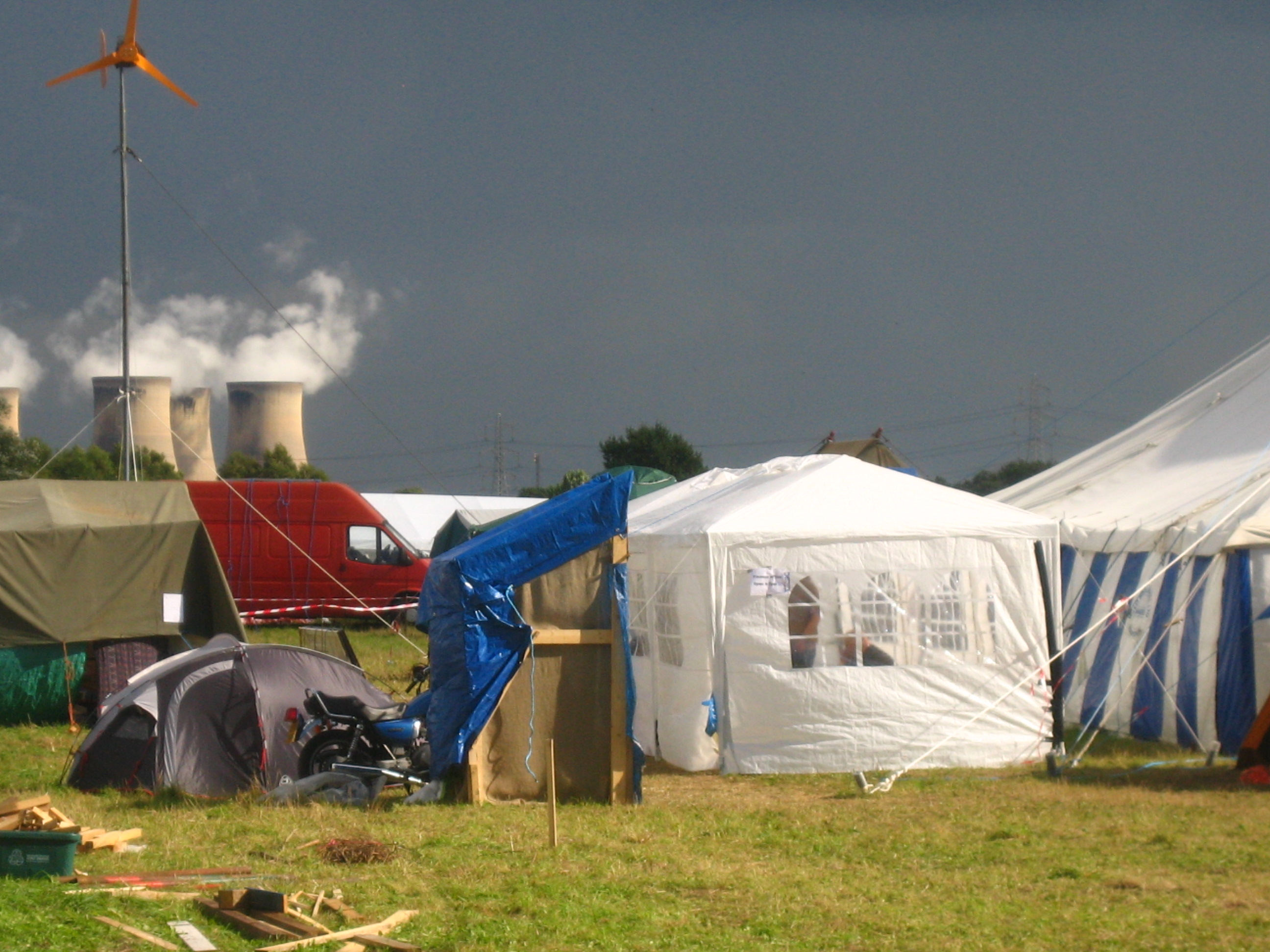
معسكر المناخ في دراكس: منظر لأبراج التبريد لمحطة الطاقة

استهدفت الحركة القضايا المتعلقة بالمناخ. في 31 أغسطس 2006، حضر 600 شخص احتجاجًا باسم استعادة الطاقة ضد انبعاثات الكربون في محطة دراكس للطاقة التي تعمل بالفحم في يوركشاير. نسق معسكر العمل المناخي الذي استمر لمدة عشرة أيام أقيم بالقرب من محطة الطاقة هذه الاحتجاجات. كما خيم المعسكرون قرب محطة للطاقة النووية في هارتلبول، تيسايد.